# Pierre Schapira
Pour les articles homonymes, voir Pierre Schapira (mathématicien) et Schapira.
Pierre Schapira, né le 10 décembre 1944 à Alger (Algérie), est un homme politique français.

## Biographie
Pierre Schapira est d'origine pied-noir, nom donné aux français qui vivent en Algérie quand celle-ci est une colonie française.
De profession chirurgien-dentiste, il est en Mai 68 responsable des étudiants en chirurgie dentaire et rejoint le Parti socialiste en 1972. Il a été membre du comité directeur il a été délégué général du PS chargé de l'organisation des campagnes de 1986 et 1988. Il a été président de la commission de contrôle financier du PS depuis 1998.
Membre du Conseil économique et social de 1984 à 2004, il en a été vice-président de 1999 à 2004 ; il en a été le représentant à la CNIL.
Proche de Lionel Jospin et de Daniel Vaillant, il fut chargé de mission à son cabinet au ministère de l'Éducation nationale de 1988 à 1992, puis est recruté comme conseiller ministériel auprès de la Première ministre Édith Cresson cette année-là. Il fait partie de son équipe de campagne lors des élections présidentielles de 1995 à 2002.

### À la Ville de Paris
Conseiller de Paris entre 1995 et 2014, il est de (2001-2014) adjoint au maire de Paris, Bertrand Delanoë, chargé des relations internationales et de la francophonie. Il est par ailleurs maire-adjoint du 2e arrondissement, chargé du commerce, de l'artisanat et des professions indépendantes (2001-2008).
Il est par ailleurs responsable de la commission « consommation citoyenne et responsable » du réseau Euro-cités, qui regroupe des villes européennes de plus de 150 000 habitants.

### Député européen
Pierre Schapira a été élu député européen le 13 juin 2004 (début du mandat le 20 juillet 2004). Auteur du rapport parlementaire « Le rôle de collectivités locales dans le développement », qui a eu pour but de permettre aux collectivités locales d'obtenir des financements pour des coopérations internationales vers les villes du sud.
En décembre 2014, il est élu président du conseil d'administration de l'office du tourisme et des congrès de Paris.

## Engagement intellectuel
Pierre Schapira est l'un des signataires de la tribune « Français juifs et de gauche » publiée sur Libération le 8 février 2012.

## Décorations
- Officier de la Légion d'honneur Il est fait chevalier le 11 avril 2001[5], puis est promu officier le 12 juillet 2013[6].